# Ділшад-Ґарден
Ділшад-Ґарден (англ. Dilshad Garden) — житлова колонія міста Делі, розташований на території Північно-Східного округу. Район був переважно збудований Адміністрацією розвитку Делі, хоча добра організація колонії була порушена через нелегальну приватну забудову. Район пов'язаний з рештою Делі численними автобусними маршрутами, а до межі району доходить Лінія 1 Делійського метро.

## Ресурси Інтернету
- Dilshad Garden

| Індія | Це незавершена стаття з географії Індії. Ви можете допомогти проєкту, виправивши або дописавши її. |